# Венетский язык (древний)
Вене́тский язы́к — вымерший язык венетов: индоевропейского народа, обитавшего к северу от Адриатического моря (территория современных северо-восточной Италии и западной Словении) в I тыс. до н. э. Известен по весьма обрывочным надписям (числом около 250), которые выполнены алфавитом, близким к этрусскому. В рамках кельто-италийской гипотезы Петер Схрейвер высказался за выделение венетского языка в отдельную ветвь наряду с италийской и кельтской.
По сравнению с италийскими языками фонетика и морфология венетского языка достаточно архаичны. Фонетика языка была богата дифтонгами, сохранялся праиндоевропейский звук *kw. Как и в других итало-кельтских языках, формы медиопассива заканчивались на -r. Для образования причастий использовались суффиксы -nd- и -mno-. В отличие от италийских и кельтских языков, сохранялось двойственное число.
Традиционно венетский язык сближался с италийскими языками; также допускалось родство с либурнским языком и языком истров (само существование которых пока не подтверждено из-за скудности материала). Вместе с тем венетскому языку присущи отдельные черты ретского, кельтских и германских языков, поэтому во второй половине XX века возобладало мнение о том, что язык венетов занимает промежуточное положение между более северными индоевропейскими языками Европы и италийскими.
Сторонники гипотезы о так называемом Северо-западном блоке археологических культур (поздний бронзовый — ранний железный век, территория современных Нидерландов) предполагают, что часть носителей этих культур говорили на предке венетского языка и лишь впоследствии носители этого языка мигрировали на юг Европы. Венетский язык был вытеснен из употребления латынью после включения земли венетов в состав Римской империи (приблизительно на рубеже нашей эры).